# OT-64 SKOT
OT-64 SKOT (чеськ. Střední Kolový Obrněný Transportér або пол. Średni Kołowy Opancerzony Transporter — середній колісний броньований транспортер) — плавучий бронетранспортер (8x8), розроблений Чехословаччиною та Польщею в 1960-ті.

## Історія
Бронетранспортер OT-64 був розроблений для заміни OT-810 часів Другої Світової війни. Перший прототип побудований в 1959. З 1963 в Любліні почалось серійне виробництво, при чому ЧССР поставляла комплектувальні, наприклад, двигуни.
Прийнятий на озброєння польської та чехословацької армії в 1964 та більшість знаходиться в строю і понині.

## Конструкція
Корпус БТР зварний, зі сталевих бронелистів. Відділення управління розташоване попереду бронетранспортера, у якому знаходяться місця водія і командира. Огляд водієві забезпечують невеликі вікна з куленепробивного скла, також передбачена установка приладів нічного бачення. Над сидінням командира є круглий люк і перископ. За відділенням управління знаходиться моторно-трансмісійне відділення. Задню частину корпусу БТР займає бойове відділення, яке призначене для перевезення десанту. Солдати сидять на двох лавках, встановлених уздовж бортів, також є амбразури для стрільби з особистої зброї десанту.
Колісна формула 8 × 8/4, повний привід, передні чотири колеса керовані. БТР є амфібією, всі варіанти оснащені системою захисту від зброї масового ураження (хімічний захист і стійкість до електромагнітних імпульсів).
З точки зору технологій ОТ-64 сильно випереджав свій аналог — радянський БТР-60. ОТ-64 оснащувався одним дизельним двигуном (взятим з Tatra 138) на відміну від двох бензинових в БТР-60, що сильно спростило конструкцію та знизило споживання палива. Товщина броні досягала 13 мм в порівнянні з 4-6 мм у БТР-60. Габаритні показники донині відповідають вимогам чеської поліції до вантажних транспортних засобів, що дозволяє використовувати різні модифікації ОТ-64 в пожежних та рятувальних службах на дорогах загального призначення.

## Модифікації
- OT-64 — базова версія БТР. Машини раннього випуску були неозброєні, інші — озброєні 7,62 мм кулемет або 12,7 мм ДШК. На Заході ці машини мають назви OT-64A та OT-64B.
  - OT-64 — установлена невелика турель з OT-65A.
  - DTP-64' (dilna technicke pomoci) — чеський варіант технічної допомоги з краном на 1 тонну. Було два варіанти: DTP-64/M для мотопіхотних підрозділів та DTP-64/T — для танкових підрозділів.
  - OT-64 ZDRAV або ZDR-64 (zdravotni) — польова медична машина.
  - OT-64A — модернізований варіант розвідувальної машини з баштою від радянського БРДМ-2 (озброєння 14,5 мм КПВТ та 7,62 мм ПКТ). На Заході цей варіант має назву OT-64C. OT-64A стала базою для декількох командно-штабних машин (velitelsko štábní obrněný transportér) з додатковим радіоспорядженим, генератором на 1 кВ та антенами:
    - VSOT-64/R2 R102 — неозброєний варіант.
    - VSOT-64/R2 R105 — неозброєний варіант.
    - VSOT-64/R2 R108 — неозброєний варіант.
    - VSOT-64/R2M — з туреллю від OT-64A.
    - VSOT-64/R3 — неозброєний варіант.
    - VSOT-64/R3MT — неозброєний варіант.
    - VSOT-64/R4MT — неозброєний варіант.
    - VSOT-64/R4RT — неозброєний варіант.
    - OT-64A — варіант з ПТРК.
    - OT-64A — нова турель. Подібна польському SKOT-2AP.
    - OT-93 — експортна версія OT-64A с баштою від БРДМ-1 або ОТ-62В. Озброєння — 7,62 мм кулемет.

  - Cobra — машина підтримки піхоти. Варіант модернізації словацьких фірм «Метапол», «ZTS Dubnica» та білоруського заводу № 140 в м. Борисов. Встановлено новий бойовий модуль Cobra з 30-мм автоматичною гарматою 2А42 та 7,62-мм кулеметом ПКТ. Крім того, встановлена димова система «Туча» та німецька система кондиціювання DATO-V. Серійно не випускався.

### Польща
- SKOT-1 — рання, неозброєна модель, подібна OT-64.
  - SKOT-1A
    - SKOT R-3 — неозброєна командно — штабна машина полкового рівня та далі. Встановлено 4 радіостанції, 1 приймач, 1 радіотелефон та 1 радіостанція УВ. Екіпаж — 7 осіб.
      - SKOT R-3M — неозброєна командно — штабна машина інженерних військ.
      - SKOT R-3Z — SKOT R-3 з модернізованим радіознаряддям.

    - SKOT R-4 — неозброєна командно — штабна машина рівня дивізії та армії. Встановлено 4 радіостанції, 3 приймачі та 3 радіотелефони.
    - SKOT-WPT (wóz pogotowia technicznego) — машина технічної підтримки з легким краном.
    - SKOT S-260 Art (artyleryjski) — машина перевезення боєкомплекту для артилерійських підрозділів.
    - SKOT S-260 Inż (inżynieryjny) — машина для перевезення мін міношукачів для інженерних підрозділів.
    - SKOT-2 — SKOT-1A с установкою кулемета (або 7,62 мм або 12.7 мм ДШК). Турель бронювалась.
      - SKOT-2A — польський варіант з баштою від БРДМ-2, розроблений у кінці 1960-х років. На Заході має назву OT-64C.
        - SKOT 2AM — невелика кількість польських SKOT-2A була озброєна ПТРК 9M14 «Малютка». На Заході має назву OT-64C(1A).
        - SKOT R-2 — командно — штабна машина рівня батальйону та полку. Встановлено 4 радіостанції: Р-112, Р-113 та 2 Р-105. Екіпаж 7 осіб.
          - SKOT R-2AM — неозброєний варіант з установкою систем управління вогнем для артилерійських підрозділів.
          - SKOT R-2M — командно — штабна машина с туреллю SKOT-2A.

        - SKOT R-6 — неозброєна командно — штабна машина.
        - SKOT-2AP' — польський варіант машини ППО з туреллю з здвоєними 14,5 мм кулеметами. На Заході — OT-64C(2).

  - KTO WR-02 «Ryś» (Kołowy Transporter Opancerzony — колісний броньований транспортер) — модернізований варіант з установкою двигуна IVECO Cursor 8.

### Уругвай
- Vehículos acorazados de ruedas M64 — уругвайське позначення для OT-64 з кулеметом.
- Vehículos acorazados de ruedas M93 — уругвайське позначення для OT-93.

## Експлуатанти

### Збройні сили

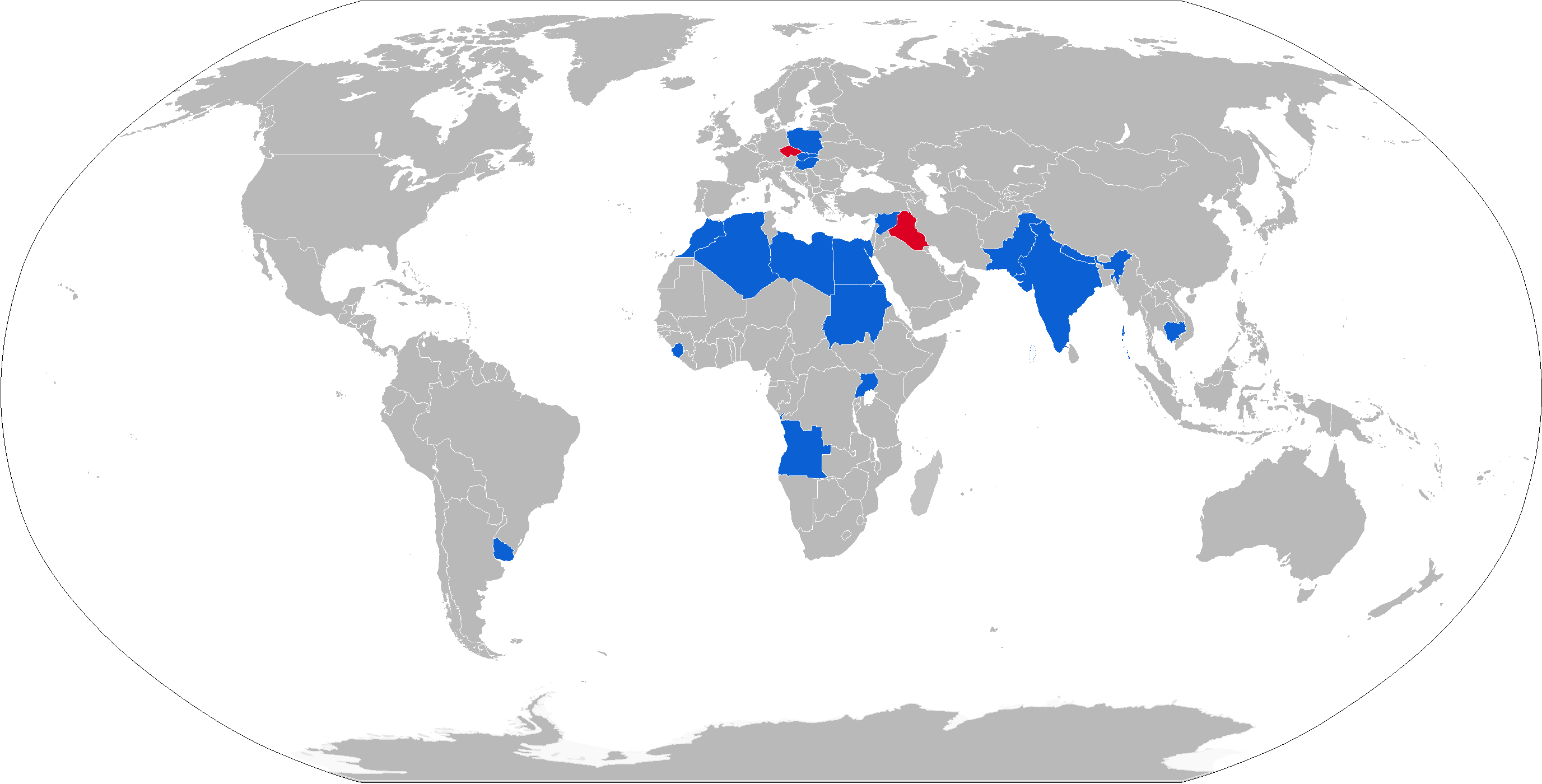
Розповсюдження OT-64 SKOT у світі

- Алжир — 151 OT-64 з встановленим кулеметом та 75 OT-64A з баштою від БРДМ-2. Поставлені в 1994—1995 з Чехії через Словаччину, де були озброєні. Нині 150 в строю.
- Ангола — 9 OT-64A з баштою від БРДМ-2. Поставлені зі Словаччини з війська.
- Камбоджа — 26 OT-64 з кулеметом. Поставлені з Чехії в 1994 з війська. Всі знаходяться в резерві, частина передана військовій поліції.
- Чехія — Зняти з озброєння.
- Угорщина —[1]
- Єгипет — 200 OT-64A з баштою БРДМ-2. Отримані в 1969—1970.
- Індія — 300 OT-64A з баштою БРДМ-2. Отримані в 1971—1974.
- Лівія — 50 OT-64A з баштою БРДМ-2. Отримані в 1974.
- Марокко — 95 OT-64A з баштою БРДМ-2. Отримані в 1968—1970.
- Непал — 8 OT-64A з баштою БРДМ-2. Отримані у 2008 з наявного складу чеської армії. Для миротворчого контингенту в Судані.
- Пакистан — 6 OT-64A з баштою БРДМ-2. Отримані в 1993 з наявного складу словацької армії.
- Польща — Знятті з озброєння. Декілька інженерних машин в строю.
- Сьєрра-Леоне — 10 OT-64 отримані в 1994 з наявного складу словацької армії.
- Словаччина
- Шрі-Ланка — командно-штабні машини на базі OT-64 SKOT.
- Судан — 40 OT-64A з баштою БРДМ-2. Отримані в 1970.
- Сирія — 300 OT-64A з баштою БРДМ-2. Отримані в 1977—1979.
- Уганда — 36 OT-64A з баштою БРДМ-2. Отримані в 1968.
- Уругвай — OT-64A з баштою БРДМ-2 отримані з Чехії в 1995 (100) та 1999 (18) з наявного складу (модернізовані по стандарту OT-93). Крім того, 12 OT-64 з кулеметом експортовані Чехією з наявного складу словацької армії.
- Ірак — 200 OT-64A з баштою БРДМ-2 отримані в 1981. На даний час всі знищені або виведені з бойового складу.
- Україна — 1 бронетранспортер у лютому 2023 придбали на OLX[2] волонтери львівського «Пласту» на потреби львівської ТрО. Збір коштів почався у грудні 2022 року за допомогою благодійного забігу «Біжу по БТР»[3].

### Цивільні

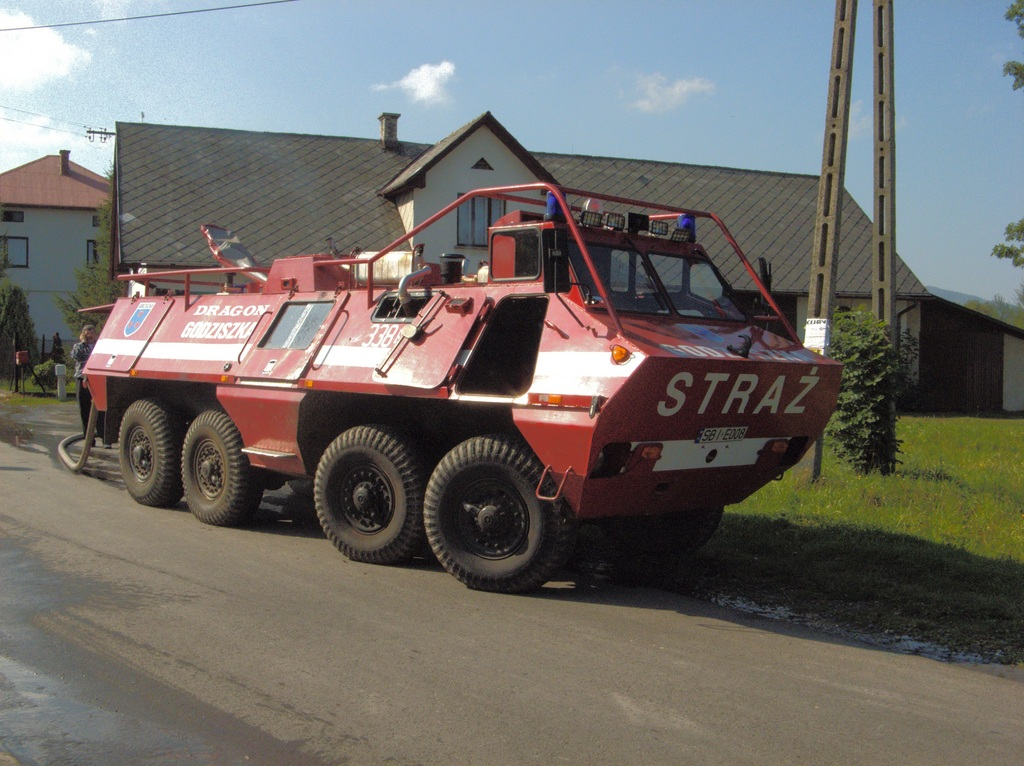
Пожежна машина на базі SKOT-1A

- Як мінімум 2 SKOT в Чехії та 1 в Польщі використовуються як пожежні[4].
- Більшість SKOT в Польщі та Чехії продані на цивільному ринку.[5].